# Marianne Aasen

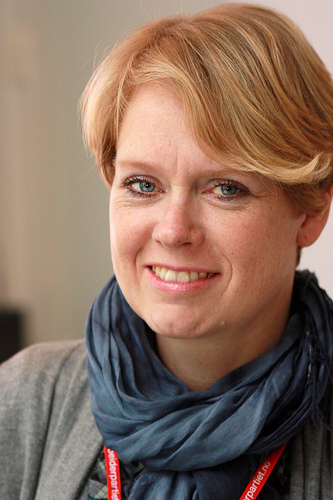
Marianne Aasen (2011)

Marianne Aasen (* 21. Februar 1967 in Bergen) ist eine norwegische Politikerin (Ap).

## Leben
Aasen wurde in Bergen geboren und wuchs in Moss auf. 1993 erwarb sie an der Universität Oslo den cand.polit. im Hauptfach Politikwissenschaft, Grundfach Geschichte und Zwischenfach Sozialwirtschaft. Sie arbeitete von 1991 bis 1993 als Journalistin für die Zeitung Arbeiderbladet und für das Avisenes Nyhetsbyrå von 1993 bis 1995. Von 1998 bis 2000 war sie Informationsdirektorin der Europäischen Bewegung Norwegens.
Aasen war politische Beraterin für die Ap-Faktion im Storting von 1995 bis 1996 und von 2001 bis 2005. Unter der Regierung Jens Stoltenberg I von 2000 bis 2001 war sie politische Beraterin für das Ministerium für Lokalregierung und regionale Entwicklung. Aasen hat kein lokales politisches Amt innegehabt aber war von 2003 bis 2004 die Vorsitzende der Zweigstelle der Arbeiderpartiet in Asker. Bei der Parlamentswahl 2005 wurde sie im Wahlkreis Akershus zur Abgeordneten gewählt.
1996 heiratete sie den Internationalen Schach-Großmeister und ehemaligen internationalen Fußballspieler Simen Agdestein. Das Paar bekam zwei Kinder aber ließ sich 2008 scheiden.